# Wyatt Sanford
Wyatt Sanford (Kennetcook, 3 de novembro de 1998) é um pugilista canadense.

## Carreira
Em 2019, Sanford competiu no Campeonato Mundial de Boxe da AIBA de 2019. Sanford terminou entre os 16 primeiros, perdendo para o eventual medalhista de ouro Andrey Zamkovoy da Rússia na rodada 3. Em junho de 2021, Sanford foi nomeado para a equipe olímpica do Canadá em 2020. Sanford se classificou como o boxeador mais bem classificado das Américas ainda não qualificado. No Campeonato Pan-Americano de 2022 no Equador, desceu uma categoria para o evento de 63,5 kg, ganhando o bronze. Em maio de 2022, Sanford foi nomeado para a equipe dos Jogos da Commonwealth de 2022 do Canadá, onde ganhou uma medalha de bronze.
Sanford ganhou a medalha de ouro nos Jogos Pan-Americanos de 2023 em Santiago por decisão unânime. Após sua vitória, ele observou que precisava de uma medalha de ouro para acompanhar sua esposa Pamela Ware, que ganhou duas naqueles jogos. Ele disse sobre as medalhas dos casais que "ganhar a medalha de ouro é uma grande conquista; super feliz. Eu precisava de pelo menos uma para acompanhar. Super orgulhoso dela; ela foi absolutamente incrível. No geral, um ótimo desempenho de nós dois nos Jogos Pan-Americanos."
Nos Jogos Olímpicos de Verão de 2024, em Paris, conquistou a medalha de bronze na disputa de peso leve.